# Марагинское ханство
Марагинское ханство (Мерагинское ханство) (азерб. Marağa xanlığı) — полунезависимое в XVIII веке ханство на территории Иранского Азербайджана, существовавшее с 1610 по 1925 год. На севере граничило с Тебризским, на западе с Урмийским, а на востоке с Халхальским, Ардебильским и Зенджанским ханствами.

## История

### Ханство в XVII—XVIII веках

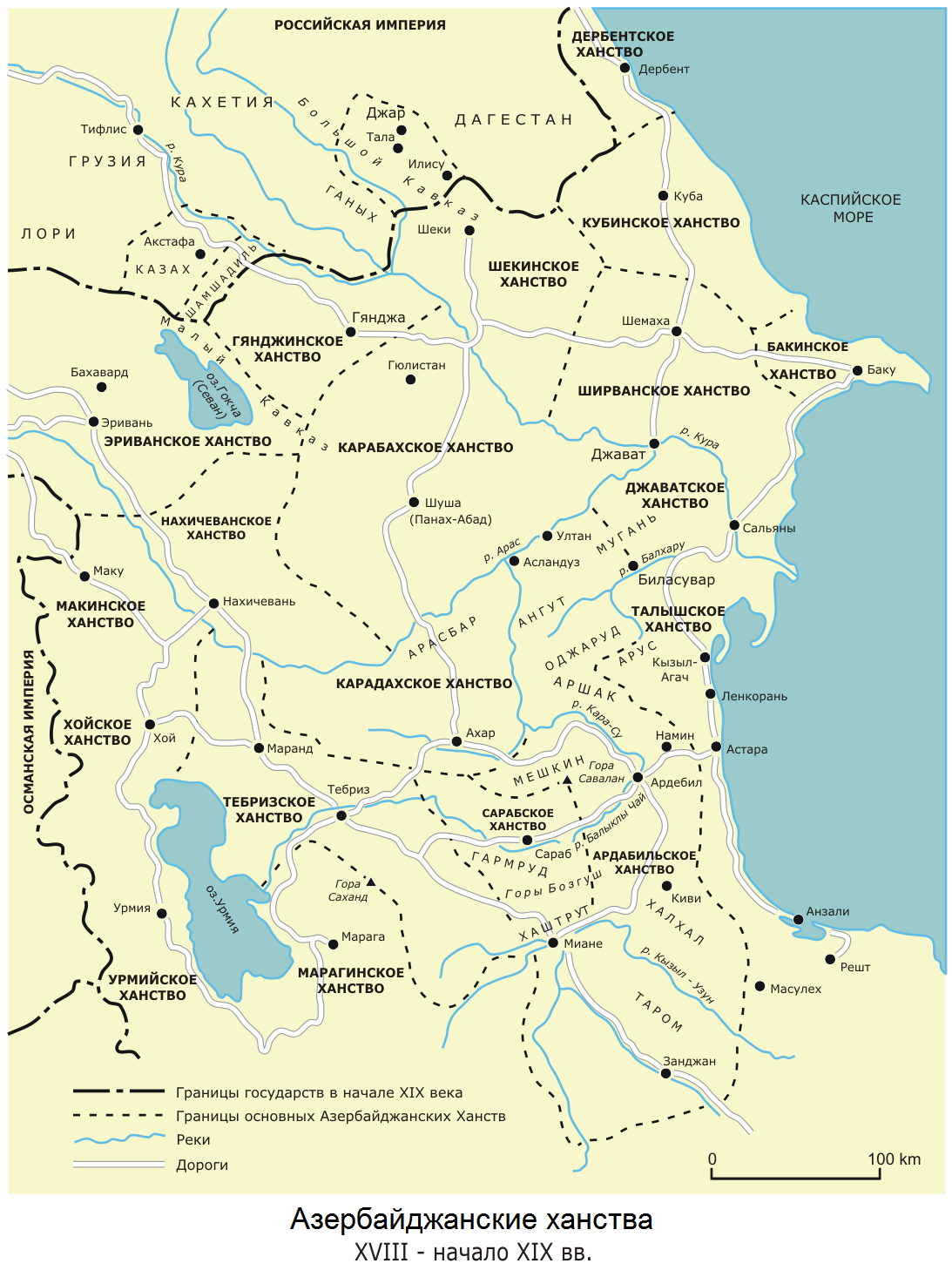
Ханства Закавказья и Иранского Азербайджана, XVIII — начало XIX вв.

В XVI веке Марага управлялась хакимами из племени устаджлу. В 1580-х годах во время турецко-персидской войны курдское племя мукри, союзное османскому султану Мураду III, захватило Марагу. Шах Аббас I восстановил власть над Южным Азербайджаном, а в 1610 году вырезал часть племени мукри за непокорность. Шах отдал Марагу в наследственное владение своему союзнику Ага-хану — предводителю тюркского (азербайджанского) племени мукаддам. Племя мукаддам, входившее ранее в объединение племён отуз-ики в Карабахе, с тех пор существовало самостоятельно.
Известно, что во время переселения племени мукаддам из Карабаха в Марагу к нему присоединились многие семьи из других племён отуз-ики. К концу 1620-х годов в племени мукаддам уже насчитывалось до 10 тысяч семей. В 1621 году Ага-хану, в обмен на предоставление шаху Аббасу 1000 воинов, была дарована привилегия оставлять себе налоги, собиравшиеся в Азербайджане.
Закарий Акулисский, побывавший в Марагинском ханстве во второй половине XVII века, писал:
1677 г. 18 декабря. Я, Закарий, сын акулисского мгдси Агамира, отправился из Тавриза в Марагу. Марагинским ханом был сын Ага-Хана Гусейн гули-хан. Он женат на дочери Адилбейджанского визиря Мирзы-Ибрагима. Страна эта издревле была многолюдная, очень хорошая плодородная. Здесь произрастает отличный, рис который по качеству выше индийского и вывозится до самой Испании как гостинец. В этой стране произрастает хороший хлопок, обильный табак, есть много изюма и дошаба. Население этой страны отправляется (летом на кочёвку) в Саханддаг. Из Саханда (дага) текут в эту страну четыре реки, причем все они гораздо меньше Аракса. При выезде из Тавриза следует направиться на юг. Окружным путём прибудешь на восток от Мараги. Море остаётся вправо. Это — большое море, среди которого возвышается большая гора. Вода этого моря солёная, в ней не водится рыба. Берег моря до того болотист, покрыт густым тростником и песчанист, что человек не может приблизиться к морю. Вывозимые из Тавриза в эти области циновки все плетёны в стране Марага. По одной стороне этого моря лежит Урмия, а по другой — Тавриз и Марага. Размеры этого моря таковы, что верхом на лошади едва можно объехать в 10 дней.
В 1725 году войска Османской империи вновь захватили Марагинское ханство. Марагой стал управлять Абд-аль-Азиз-паша, который разделил ханство на 5 санджаков. В 1729 году Надир-шах разбил войско османов и вернул Марагу под власть ханов племени мукаддам.
Согласно большинству источников, в этот период Марагой правил Мухаммед-хан Мукаддам, который в 1738 году участвовал в походе Надир-шаха в Индию и руководил центром войск Надир-шаха в битве при Карпале. Согласно социологу профессору Мари-Джо Дельвечио Гуд, изучавшей социальные аспекты существования Марагинского ханства, в индийском походе Надир-шаха вместе с марагинским войском был Али-хан Мукаддам, отец Ахмед-хана.
После гибели Надир-шаха в Южном Азербайджане развернулась война за господство между различными племенами. Поочерёдно его частично захватывали Азад-хан Гили, один из бывших генералов Надир-шаха, Мохаммед Хасан-хан Каджар, позже убитый в 1759 году в сражении с Карим-ханом Зендом при Мазандаране, затем хан Урмии Фатх Али-хан Афшар, окончательно разбивший войско вернувшегося Азад-хана у Мараги, и наконец в 1762 году Карим-хан, вступивший со своими войсками в Азербайджан. Известно, что в 1765 году правивший Марагой Мухаммед-хан сопровождал Карим-хана в поездке в Шираз. 
В 70-90-е годы XVIII века многие ханства Южного Азербайджана формально выполняли указы Карабахского хана Ибрагима. При этом отмечается, что на самом деле контроль Ибрагим-хана над Марагинским ханством был незначительным.
Этот полувековой период самостоятельности Азербайджана характеризовался глубоким политическим расколом и внутренними междоусобицами. По выражению Тадеуша Свентоховского, большинство азербайджанских ханств, включая Марагинское, в этот период по своему устройству представляли собой миниатюрные копии персидской монархии.
В конце XVIII — начале XIX века над большинством ханств Азербайджана установило своё владычество племя Каджаров в союзе с другими племенами, включая мукаддамов.

### Мукаддамы
Кочевые и полукочевые племена того периода состояли из кланов и отдельных родов. Предводители кочевых и полукочевых племён традиционно занимались в основном военными вопросами (в частности, набегами), а также защитой своего племени от соседей. Из соображений безопасности, чтобы постоянно держать войско в непосредственной близости к своим столицам, вожди поощряли переход кочевников на оседлый образ ведения хозяйства. В племя к успешному предводителю переходили кланы и семьи из других племён. Если глава племени погибал в сражении или умирал, на его место избирался сильнейший лидер, вне зависимости от того, из какого рода он происходит. В некоторых случаях сильный предводитель племени становился основателем династии, которая правила племенем десятки лет. Так, например, Ахмед-хан Мукаддам, сын Али-хана, считается основателем династии Мукаддамов, название которой происходит от названия его племени. В правление Фатх Али-шаха Ахмед-хан стал беглярбеком Азербайджана (по некоторым источникам, беглярбеком только Тебриза и Мараги). В конце 1790-х годов Ахмед-хан участвовал в подавлении восстания Джафар Кули-хана на Кавказе.
В 1813 году Морьер описывал Ахмед-хана как богатого властителя Мараги, у которого был также дом в Тебризе, где английский посол и его окружение останавливались во время их визита к кронпринцу Аббасу Мирзе.
На следующий день после нашего прибытия в Марагу, британского посла, чтобы выразить гостеприимство своему гостю, посетил Ахмед Хан, который только что вернулся из похода против курдов. Этот властитель — один из тех персонажей, которые часто встречаются на Востоке, чьи действия являются демонстрацией того, что описано в святых книгах о том, как жили и вели себя Патриархи… Хотя ему около 90 лет, он излучает здоровье и активность. У него абсолютно белая борода и его одежда едва отличается от той, что носят его пастухи. В то же время известно, что он обладает громадным богатством… Он один из величайших старейшин Ирана, и его называют «Рейшсифид (Белая Борода) Адербижана».
Четыре поколения прямых потомков Ахмед Хана правили Марагинским ханством вплоть до 1925 года и выделялись лояльностью и особыми отношениями с шахами из династии Каджаров. Это лояльность позволила им поддерживать свою политическую автономию без вмешательств со стороны трона. Независимость провинциальных властителей, таких как Мукаддамы, демонстрирует слабость династии Каджаров, их нужду в поддержке со стороны провинциальной элиты и практически отсутствие контроля над ней, что резко контрастирует с Пехлевидами, пришедшими им на смену. Власть Мукаддамов в большой степени основывалась на их значительной военной силе. Мукаддамы самостоятельно проводили частые военные компании против курдских племен, угрожавших их территории. Племя мукаддамов входило в число самых видных племён Азербайджана, наряду с курдским племенами дунбулли в Хое, афшаров в Урмии, джеванширов в Карабахе, шагаги и шахсеванов в Ардебиле, гарадаги в Маку. В различные период власть Мукаддамов распространялась также на Тебриз, Ардебиль, Урмию и Занжан.
В ходе русско-персидской войны 1826—1828 годов Марага была кратковременно занята Нижегородским 17-м драгунским полком российской армии в январе 1828 года. Однако после подписания Туркманчайского договора русские войска оставили Южный Азербайджан.

### Конституционный период
Годы Конституционной революции в Иране явились первым сигналом эрозии патримониальной власти Мукаддамов. Самад Хан Шоджа од-Доуле Мукаддам унаследовал власть от своего отца Искендер-хана в конце 80-х годов XIX века и правил вплоть до 1914 года. Период его правления был сложным в связи с частыми набегами курдских и азербайджанских племён, а также вторжениями российских и турецких войск. Самад-хан был постоянно занят обеспечением безопасности ханства. Это был также период общественного волнения, связанного с распространением идей конституционализма и парламентаризма среди наиболее интеллектуальных и политически активных прослоек общества империи Каджаров. Самад-хан постарался быстро подавить подобное движение в Марагинском ханстве. В Мараге конституционалисты были в основной своей массе разогнаны, а их лидеры арестованы. 

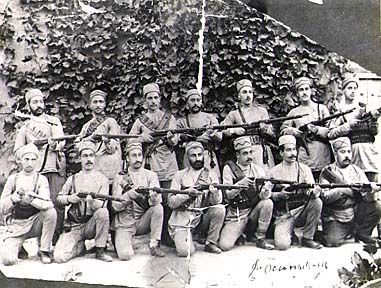
Группа иранских конституционалистов в Тебризе, 1909 год

 Самад-хан рассматривал Конституционное движение как угрозу себе, своей автономии и своим особым отношениям с шахами Каджарской династии. В 1907—1909 гг. Самад-хан полностью отрезал Марагинское ханство от влияния конституционалистов. Когда в 1907 году конституционалисты попытались открыть в Мараге «новую» школу (отличающуюся от традиционных духовных учебных заведений), но хан немедленно закрыл её и арестовал основателей. В своей антиконституционалистской деятельности Самад-хан пользовался поддержкой Мохаммед Али-шаха. Бомбардировка шахом Иранского Меджлиса в июне 1908 года привела к гражданской войне, в которой сторонники шахской власти нападали на конституционалистов по всей территории Ирана. Самад-хан осадил Табриз, находившийся в руках конституционалистов, и практически сумел войти в город, однако вынужден был отступить, когда города Марага и Бинаб, основные центры его владений, были захвачены конституционалистами. В феврале 1909 года Самад-хан снова осадил Табриз, что привело к голоду среди жителей города.

Самад-хан (в центре) в окружении офицеров из племени мукаддам. Тебриз — 1912 год

Войска Самад-хана совместно с войсками Рахим-хана — предводителя племени шахсеванов — к весне 1909 года заняли все прилегающие к городу районы. В апреле конституционалисты согласились на переговоры, однако в конце апреля осада была снята российскими войсками, захватившими Тебриз по официально выраженной причине — «для облегчения страданий иностранных граждан». Российские войска разоружили конституционалистов и установили контроль над городом. Самад-хан поддерживал тесные связи с российскими войсками и, по-видимому, продолжал контролировать районы вокруг Табриза. 

Период второго парламента (1909—1911) практически не повлиял на Южный Азербайджан из-за отказа ханов признавать центральное правительство в Тегеране и присутствия российских войск на севере Ирана. В июле 1911 года Мохаммед Али-шах вернулся в Иран и, пользуясь поддержкой российских войск, попытался вернуть себе трон и свергнуть конституционалистов. Самад-хан предложил свои войска шаху и, объединившись с войсками брата шаха Салар уд-Далеха, правителя Хамадана, атаковал конституционалистов. Однако Мохаммед Али-шах потерпел неудачу и в октябре 1911 года вынужден был покинуть Иран. Тем временем российские войска, под предлогом восстановления порядка, захватили весь Южный Азербайджан. Самад-хану была предложена должность генерал-губернатора Азербайджана, на которой он находился с 1911 по 1914 годы. Во время своего правления в Тебризе он полностью игнорировал правительство в Тегеране, а прибывавшие из Тегерана официальные лица «запугивались и изгонялись».
Владимир Александрович Шуф, русский поэт и военный корреспондент, так описывал Самад-хана в 1912 году в своей корреспонденции:

История Самад-хана очень любопытна. Властитель Мараги, а теперь всего Азербайджана, был таким же разбойником, как все рыцари и феодальные бароны мрачного средневековья. На его голове до самого лба сохранился глубокий шрам от сабельного удара, и Самад-хан тщательно прячет его под персидской шапкой. Говорят, что однажды он был привязан к пушке для расстрела, но подкупом увернулся от казни... Представьте себе типичного запорожского казака или гетмана, Тараса Бульбу, старого Дорошенко, — и вы увидите Самад-хана. Длинные седые усы, совсем хохлацкие, низко опускались под орлиным носом. Бороды не было. Под усами играла приветливая улыбка, но глаза, гордые и властные, грозно сверкали. Такого орлиного взгляда я не ожидал встретить у старика.
В 1914 году Самад-хан отправился в Москву для лечения рака, однако скончался там, и его тело было возвращено в Марагу. Так как Самад-хан был бездетен, то управлять ханством стал его племянник Искандар-хан Сардар Насер Мукаддам, который был женат на принцессе Каджаров. Искандар-хан замещал Самад-хана в Мараге с 1911 по 1914 годы, пока последний находился в Тебризе, управляя Южным Азербайджаном. Правление Искандар-хана продолжалось до 1925 года.

### Ликвидация ханства
С 1925 года, в связи с реформами пришедшего к власти Реза-шаха Пехлеви, автономные политические и административные институты были ликвидированы и заменены центральной правительственной бюрократической структурой. Мукаддамские ханы утратили власть в Мараге. Были полностью реорганизованы политическая, военная и судебная системы. Следует отметить, что Мукаддамы поддержали Реза-шаха в борьбе с непокорными племенами, и последний из ханов Мараги Искандер-хан Сардар Насер (праправнук Ахмед-хана), как и другие представители династии, занимали высокие посты в политической, административной и военной структуре шахов Пехлеви.